# Bulbophyllum brevispicatum
Bulbophyllum brevispicatum là một loài phong lan thuộc chi Bulbophyllum.